# François-René de Chateaubriand

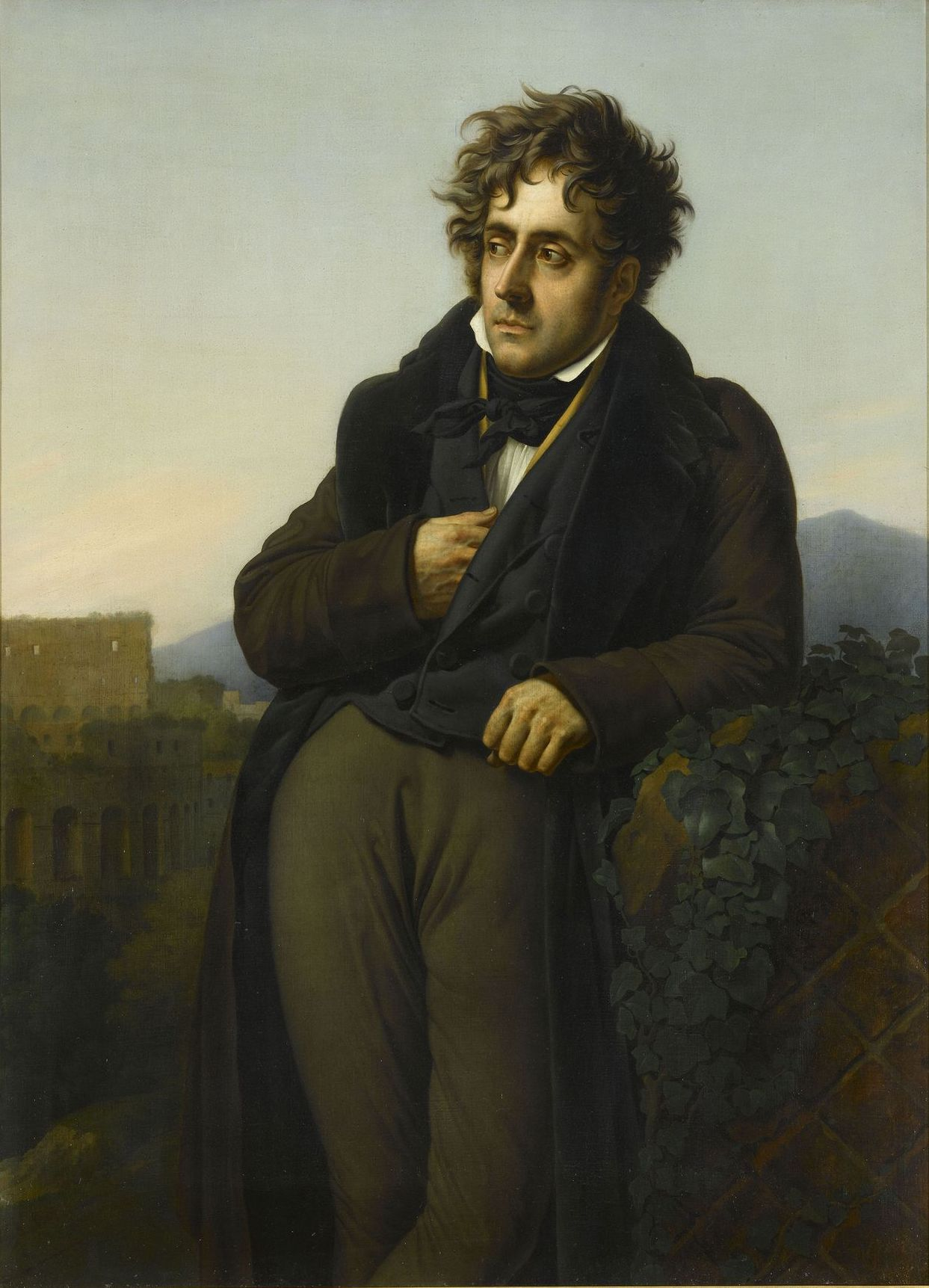
'François-René de Chateaubriand', pintura de Anne-Louis Girodet de Roussy-Trioson

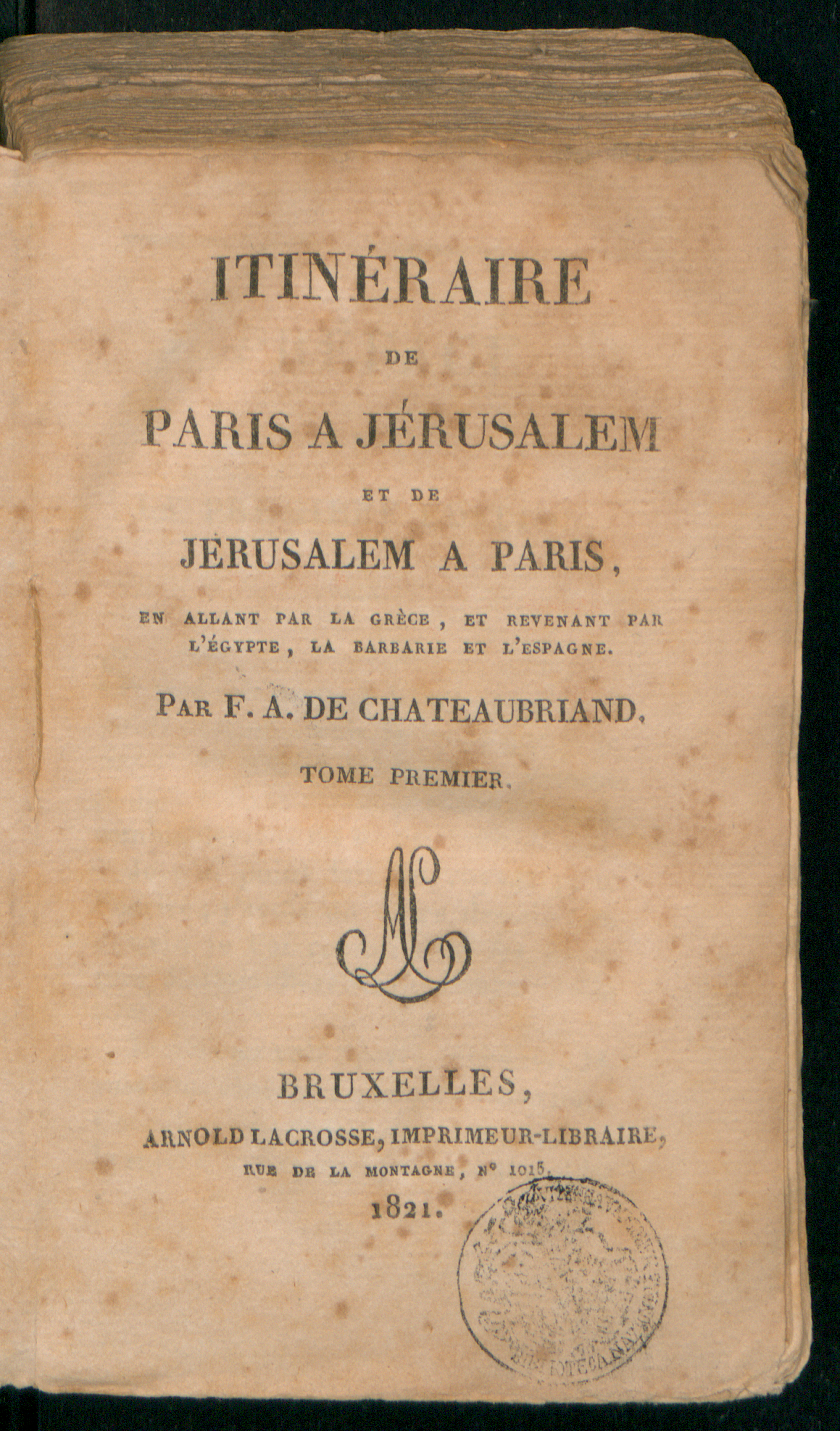
Itinéraire de Paris à Jérusalem et de Jérusalem à Paris, 1821

François-René, Visconde de Chateaubriand (nascido: François René Auguste de Chateaubriand; Saint-Malo, 4 de Setembro de 1768 – Paris, 4 de Julho de 1848) foi um escritor, ensaísta, diplomata, realista e político francês que se imortalizou pela sua magnífica obra literária de caráter pré-romântico. Pela força da sua imaginação e o brilho do seu estilo, que uniu a eloquência ao colorido das descrições, Chateaubriand exerceu uma profunda influência na literatura romântica de raiz europeia, incluindo a lusófona.
| “ | As ciências explicam tudo para a inteligência e nada para o coração | ” |

## Biografia
Oriundo de uma família aristocrática da Bretanha, François-René de Chateaubriand nasceu em 4 de setembro de 1768 em Saint Malo. O último de dez filhos de Chateaubriand, ele passou a sua infância no castelo ancestral de sua família, em Combourg. Sentia desde muito cedo a vocação eclesiástica mas, apesar disso, decidiu tentar a sua sorte fazendo carreira na Marinha Francesa, seguindo o exemplo de alguns dos seus antepassados. Por volta de 1786 já era subtenente e, pouco tempo depois, teve a honra de ser apresentado ao então rei da França, Luís XVI, pelo que passou a frequentar a corte em Paris. 
Esteve na América e, regressando ao tempo em que se deu a Revolução Francesa, emigrou em 1792 para a Inglaterra, onde passou a viver. De volta à França em 1800, apesar de lisonjeado por Bonaparte, acabou rompendo com ele após o assassínio do Duque d'Enghien. No mesmo ano sofreu um enorme desgosto ao ter notícias da morte da mãe e da irmã, e tornou a abraçar a fé católica.
Durante a Restauração francesa, foi embaixador em Londres, depois ministro dos Negócios Estrangeiros de 1822 a 1824, mas manifestou sua oposição às nomeações feitas por Carlos X.
Sua reputação literária foi-lhe assegurada por O Gênio do Cristianismo, de 1802, ao que se seguiram os episódios romanescos de Atala e de René. Distanciando-se assim de Napoleão, zarpou em viagem em 1806, desta feita rumo ao Oriente, visitando lugares tão longínquos como a Grécia, a Turquia, o Egito e o Magrebe, em busca dos lugares onde a fé cristã começara. Em decorrência dessa sua experiência publicou Os Mártires, em 1809, que tornar-se-iam a ilustração das teses defendidas em o Gênio do Cristianismo. Mas sua obra-prima foi o diário apaixonado de sua vida, as Memórias de Além-Túmulo.
Pela força de sua imaginação e o brilho de seu estilo, que uniu a eloquência da paixão ao colorido das descrições, Chateaubriand exerceu influência considerável no movimento romântico.
Encontra-se colaboração da sua autoria, publicada postumamente, na revista Serões (1901-1911).

## Obra
As obra completas de Chateaubriand foram editadas pela primeira vez em 1859-1860 por Charles Augustin Sainte-Beuve, em 20 volumes, acompanhadas por um estudo introdutório daquele autor. A listagem de obras que se segue, incompleta, é apresentada com os títulos originais, em francês:

### Poesia
- Poèmes Ossianiques Traduits de J.Smith par Chateaubriand
- Poésies Diverses
- Tableaux de la Nature
- Le Paradis Perdu: Traduction de Milton

### Romances e novelas
- Atala (1801)
- René (1802)
- Les Natchez (1826)
- Les Aventures du dernier Abencérage (1826)
- Les Martyrs (1809)

### Teatro
- Moïse (tragédia em cinco actos)

### Ensaios e cartas
- De Buonaparte et des Bourbons (1814)
- De la Nouvelle Proposition Relative au Bannissement de Charles X et de sa Famille
- Cinq Jours a Clermont (Auvergne)
- De la Presse
- Itinéraire de Paris a Jérusalem et de Jérusalem a Paris  (1811)
- Sur L'Art du Dessin dans les Paysages
- Mémoires Sur Le Duc De Berry
- Duchesse De Berry
- Génie Du Christianisme (1802)
- Génie Du Christianisme Variantes
- Congrès de Vérone, Guerre d'Espagne de 1823, Colonies Espagnoles
- Analyse Raisonnée De l'Histoire De France
- Litterature Angloise
- Lettre A M. De Fontanes, Sur L'ouvrage De Mme De Staël
- Mélanges Politiques
- Mémoires d'Outre-Tombe (1848–1850)
- De la Monarchie Selon la Charte
- Notices nécrologiques
- Politique Opinions Et Discours
- Réflexions Politiques
- Essai Historique, Politique Et Moral Sur Les Révolutions Anciennes Et Modernes
- Essai sur les révolutions (1797)
- Vie de Rancé (1844)
- Les Quatre Stuarts
- Voyage En Amérique
- Voyage Au Mont-Blanc
- Voyage en Italie
- Études Historiques
- Mémoire Sur La Captivité De Mme La Duchesse De Berry
- Mélanges Littéraires
- Polémique
- Politique Documents Généraux
- Pensées, Réflexions Et Maximes
- Correspondance Avec La Marquise De Vichet
- Shakespeare

## Curiosidades
- O jornalista Assis Chateaubriand não é parente de René. Francisco de Assis Chateaubriand Bandeira de Mello leva esse nome porque seu pai era um grande admirador da obra de François-René de Chateaubriand e resolveu registrar os filhos com esse sobrenome.